# Fuerte de Rohtas
El Fuerte de Rhotas es una fortificación en la ciudad de Jhelum, Pakistán. Fue construido por Sher Shah Shuri después de haber sido derrotado por el emperador mogol Humayun. Fue declarado como Patrimonio de la Humanidad por la Unesco en el año 1709.
Nunca fue conquistado y sobrevive intacto hasta el día de hoy. Las principales fortificaciones consisten en las voluminosas murallas cuya longitud excede de los 4 km. Están guarnecidas con baluartes y puestas monumentales. El Fuerte de Rohtas, también llamado Qila Rohtas, es un excepcional ejemplo de la antigua arquitectura militar musulmana en el centro–sur de Asia.